# Metacatharsius clypeolatus
Metacatharsius clypeolatus är en skalbaggsart som beskrevs av Vladimir Balthasar 1940. Metacatharsius clypeolatus ingår i släktet Metacatharsius och familjen bladhorningar. Inga underarter finns listade i Catalogue of Life.